# Стоковски, Маргарет
Маргарет Стоковски (род. 14 апреля 1986, Забже) — польско-немецкая писательница и публицистка. Она наиболее известна своими еженедельными эссе для журнала Spiegel Online, в которых пишет о текущем состоянии феминизма в Германии. Число кликов на её эссе достигает 900 000. Газета Süddeutsche Zeitung заявила, что в 2019 году она является «самым громким голосом немецкого феминизма».

## Личная жизнь
Родители (отец — физик, мать — психолог) назвали её в честь главной героини романа Михаила Булгакова «Мастер и Маргарита» (Малгожата на польском). Стоковски родилась в Польше, но в возрасте двух лет переехала с семьей в Германию (а именно в Западный Берлин). Она выросла в берлинском районе Нойкёльн, посещала католическую частную школу. 
Под впечатлением от биографии Марии Склодовской-Кюри она изначально хотела изучать физику, но в итоге остановилась на философии и социальных науках в Университете Гумбольдта, который окончила в 2014 году, написав диссертацию о Симоне де Бовуар. Первый журналистский опыт получила в студенческой газете UnAufAufford. Стоковски пишет для различных газет и журналов с 2009 года. 
Она живёт в Берлине. После заражения COVID-19 в начале 2022 года у неё диагностировали длительный COVID.

## Творчество

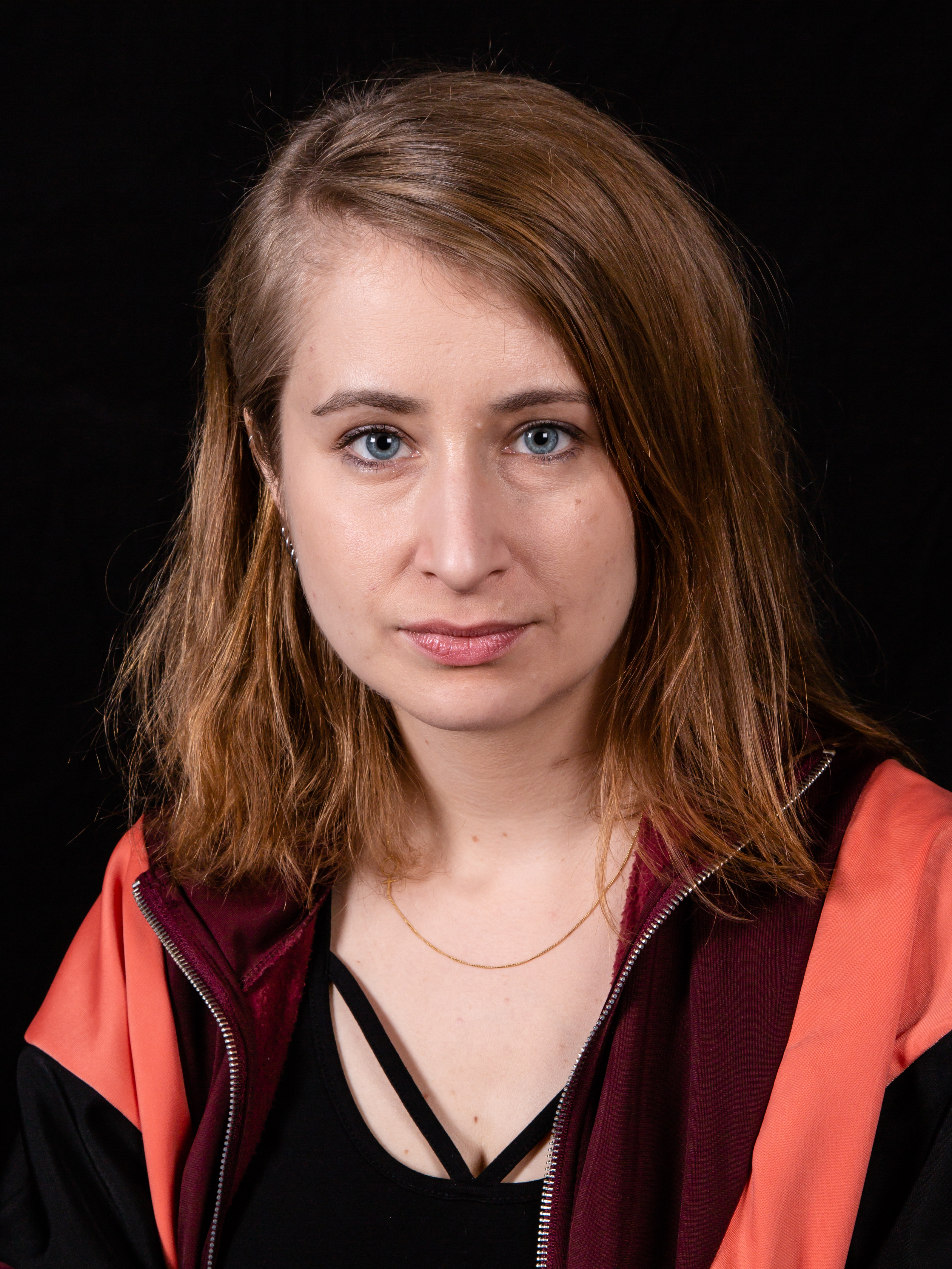
Стоковски в 2018 году

Стоковски выступает за свободу для каждого гендера и часто критикует неолиберализм за угнетение, особенно женщин, но также и мужчин. По её мнению, современное немецкое общество часто вводит женщин в заблуждение, заставляя их покупать ненужные им товары или быть недовольными собственным телом, устанавливая недостижимые стандарты красоты. Она заявляет, что непатриархальный мир был бы лучше для всех, и считает страх потерять власть основной мотивацией для некоторых людей цепляться за патриархат. Стоковски — острая наблюдательница и критик правых тенденций во всем мире.
По состоянию на июль 2019 года Стоковски опубликовала две собственные книги, а именно Untenrum frei («Свобода „Там“») в 2016 году и Die letzten Tage des Patriarchats («Последние дни патриархата») в 2018 году. Обе работы имели большой успех и достигли высоких позиций в рейтингах бестселлеров.
В сентябре 2019 года Стоковски была награждена Премией Курта Тухольского за критический анализ в своих колонках.